# 清水多嘉示
清水 多嘉示（しみず たかし、1897年〈明治30年〉7月27日 - 1981年〈昭和56年〉5月5日）は、日本の彫刻家。長野県諏訪郡原村出身。武蔵野美術大学教授、文化功労者、原村名誉市民。

## 来歴
1915年、旧制諏訪中学（現在の長野県諏訪清陵高等学校）を健康上の理由で中退。代用教員となる。若くして画才を発揮、当初は画家を志していた。1917年、岡田三郎助と藤島武二が設立した本郷洋画研究所で学ぶかたわら、中村彝に師事して下落合のアトリエを頻繁に通い、風景や人物を重厚な色彩とタッチで描いていた。1919年、諏訪高等女学校（現在の長野県諏訪二葉高等学校）教諭を務めた。二科展に入選。(以後渡仏するまで毎回入選した。)1921年、平野高等女学校、諏訪蚕糸学校教諭。1923年、絵画を学ぶためパリに渡る。「サロン・デ・テュイルリー」の展覧会でオーギュスト・ロダンの高弟（弟子）、アントワーヌ・ブールデルの作品と出会い感銘を受けた事によって、彫刻へ転向する。ブールデルに師事し、サロン・ドートンヌへ絵画、彫刻を出品、1927年まで毎回入選。アルベルト・ジャコメッティ、藤田嗣治、イサム・ノグチ、小山敬三らと交遊を持った。
1928年、帰国、1929年、帝国美術学校（現在の武蔵野美術大学）創設に参画し、西洋画科と彫刻科の助教授として教鞭を執る。(1935年、校長北昤吉と学生らの対立より起きた同盟休校事件（学生ストライキが発生し、帝国美術学校より多摩帝国美術学校（現多摩美術大学の前身）が分離独立した。)
1948年、武蔵野美術学校教授、1962年からは彫刻科の主任教授を務め、1969年には武蔵野美術学園初代学園長に就任で、教授を退任するまで現在の彫刻学科における美術教育の基礎を築いた。
ブロンズ彫刻で、院展、国画会の国展、春陽会展、サンパウロ・ビエンナーレ国際現代美術展などに出品。1943年新文展審査員。生命感にあふれるブロンズ像で高い評価を受けた。
戦後は日展に出品、日展審査員、1950年、日展運営会参事、1953年、芸術選奨文部大臣賞受賞、1954年、「青年像」で日本芸術院賞、1958年、日展評議員、1965年、日本芸術院会員、日展理事、勲三等瑞宝章受章、日展常務理事、1971年、東京国立近代美術館評議員、1973年、日展顧問。1980年には文化功労者。同年に油絵、彫刻を含め清水の作品を一堂に集めた、原村「八ヶ岳美術館」がオープンする。翌年の1981年、正四位勲二等瑞宝章を授与された。その年、84歳で死去。
日本を代表する彫刻家として近代彫刻の発展に貢献し、その生涯に残した作品郡は、地元地域、長野県内、全国各地で見られ、特に学校、公共施設等に多く展示されている。

## 多嘉示の呼称
清水の名前の多嘉示は、「たかし」か「たかじ」かについての議論があるが、原村立八ケ岳美術館は「たかし」としている。当初、清水自身のサインやローマ字表記に「たかし」と「たかじ」の両方があったことにより混乱したが、外国の友人が「たかし」と呼んでいたことや、本人も個人的に気に入っていたと思われること、また彫刻家として知られるようになってからは、自ら「たかし」だけを使っていたことが分かったことにより同美術館は「たかし」とした。

## 代表作
- すこやか（1953年芸術選奨文部大臣賞を受賞）
- 青年像（1954年芸術院賞受賞）
- 母子像
- みどりのリズム
- 黎明
- 飛躍　他

### その他作品
- 双木利一銅像（埼玉県飯能市、1951年）
- 諏訪大社下社秋宮　こま犬（長野県諏訪郡下諏訪町、1960年）
- 山極勝三郎胸像（長野県上田市、1968年）[7]
- 唐澤俊樹先生胸像（長野県東筑摩郡山形村清水寺）

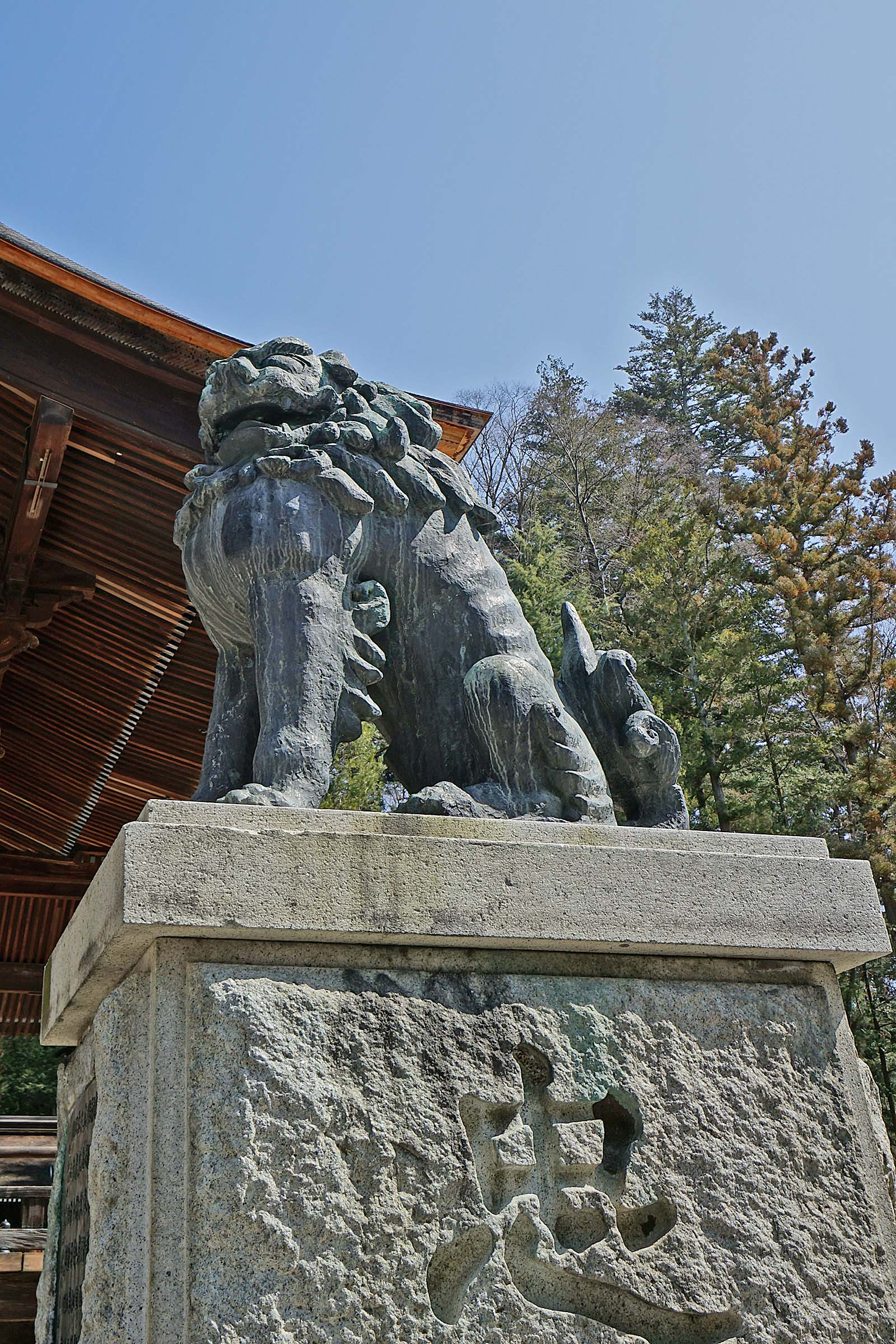
こま犬　右
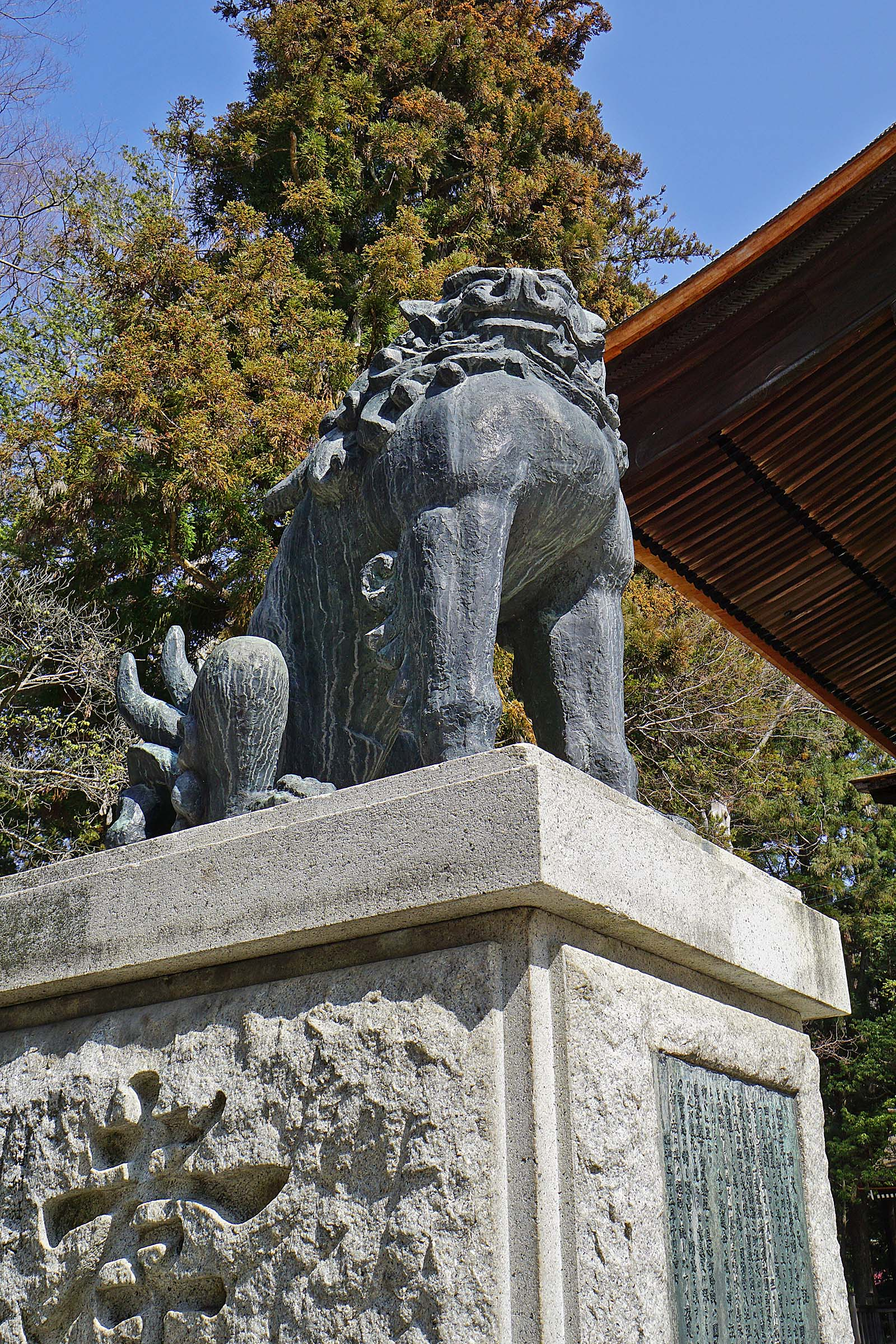
こま犬　左
山極勝三郎の胸像 （長野県上田市）
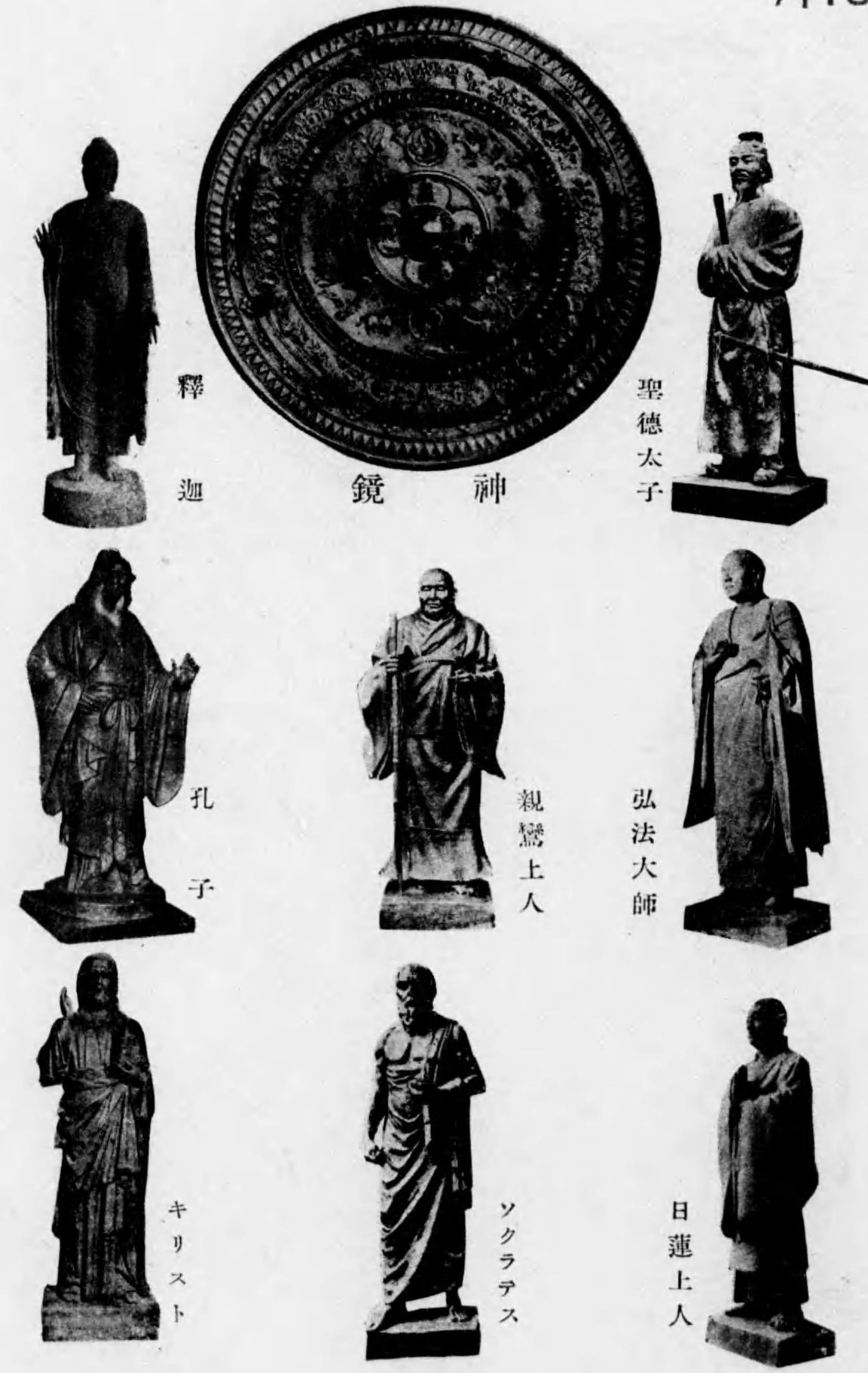
神奈川県横浜市・八聖殿（現・横浜市八聖殿郷土資料館）に安置される8体の像と神鏡。キリスト銅像（清水多嘉示作)、ソクラテス青銅像（藤川勇造作)、孔子銅像（北村西望作)、釈迦木像（田島亀彦作)、聖徳太子白銅像（朝倉文夫作）、弘法大師木像（長谷川枡蔵作)、親鸞銅像（長谷秀雄作)、日蓮銅像（日名子実三作）

## 参考図書
- 井上由理 著『青春のモンパルナス　1923 – 1928 清水多嘉示滞仏記』信濃毎日新聞出版ISBN 978-4784070107
- 『郷土歴史人物事典 長野』第一法規 1978年